# Pułk czehryński

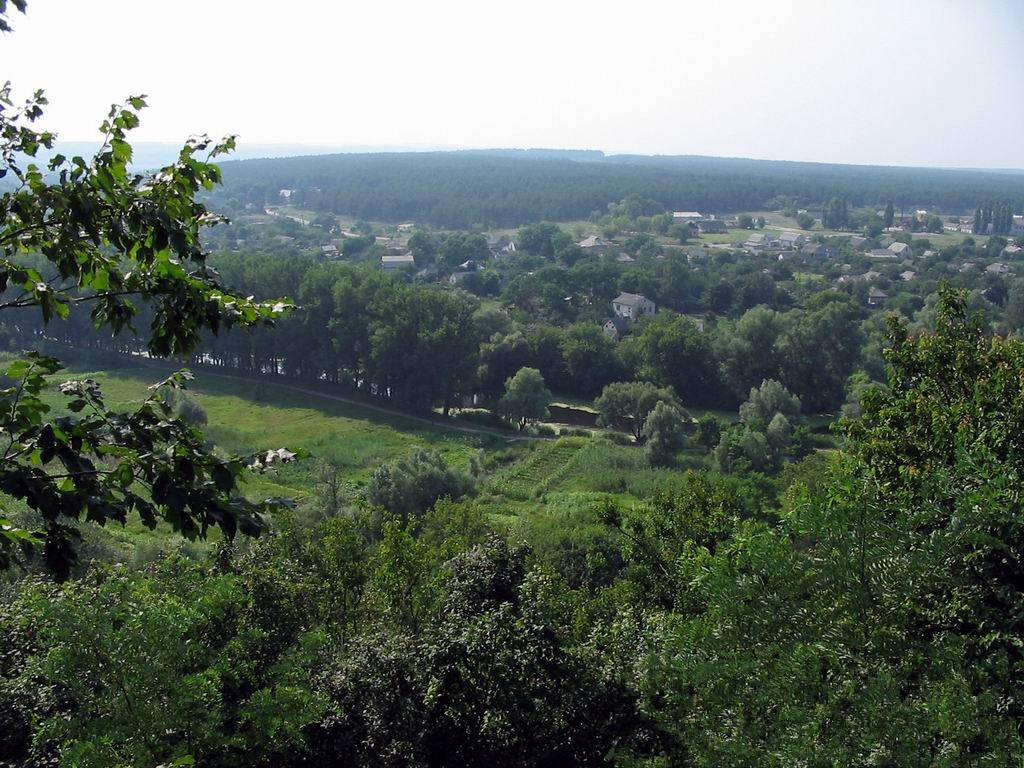
Miasto pułkowe Czehryń (zdjęcie współczesne)

Pułk czehryński (ukr. Чигиринський полк) – jednostka podziału administracyjno-terytorialnego i wojskowego Hetmanatu, istniejąca w latach 1643-1714. Miastem pułkowym był Czehryń.

## Skład
Stan pułku czehryńskiego przedstawiony przez posłów kozackich w 1650 królowi Janowi Kazimierzowi w Warszawie, jego wielkość była określona w ugodzie zborowskiej.
Rejestr ustalony na 40 000, według spisu przedstawionego przez Bohdana Chmielnickiego za pośrednictwem posłów było tam ok. 41 000.
- JMP Hetman Bohdan Chmielnicki 114
- Kureń Assawulski 358
- Sotnia Kryłowska 136
- Sotnia Woronkowska 101
- Sotnia Bożyńskia 168
- Sotnia Borowiecka 100
- Sotnia Medwiedowska 261
- Sotnia Żabotyńska 174
- Sotnia Smiłowska 211
- Sotnia Hołowiatyńska 101
- Sotnia Baktyjska 80
- Sotnia Orłowska 98
- Sotnia Weremirawska z Zadniepra 181
- Sotnia Żołwińska 159
- Sotnia Maksimowska 200
- Sotnia Krzemieńczewska 150
- Sotnia Połocka 181
- Sotnia Omenicka 189
- Sotnia Czottweńska 158
- Sotnia Ostopowska 100

W sumie: 3220 ludzi. 

## Pułkownicy
- 1643-1648 Stanisław Krzeczowski
- 1649 Iwan Bohun
- 1660-1663 Piotr Doroszenko